# Stari Mikanovci
Stari Mikanovci (Hongaars: Horváti, Ómikanovce of Ómikefalva; Duits: Sankt Michael) is een gemeente in de Kroatische provincie Vukovar-Srijem.
Stari Mikanovci telt 3387 inwoners.

## Geboren
- Sabrina Goleš (1965), tennisspeelster

Steden (gradovi): Ilok · Otok · Vinkovci · Vukovar · Županja

Gemeenten (općine): Andrijaševci · Babina Greda · Bogdanovci · Borovo · Bošnjaci · Cerna · Drenovci · Gradište · Gunja · Ivankovo · Jarmina · Lovas · Markušica · Negoslavci · Nijemci · Nuštar · Privlaka · Stari Jankovci · Stari Mikanovci · Štitar · Tompojevci · Tordinci · Tovarnik · Trpinja · Vođinci · Vrbanja